# 빅토르 아벤다뇨
빅토르 안겔 페드로 아벤다뇨(스페인어: Victor Ángel Pedro Avendaño, 1907년 6월 5일 - 1984년 7월 1일)는 아르헨티나의 권투 선수로 1928년 하계 올림픽에 출전했다.
그는 1928년 올림픽 라이트헤비급 결승전에서 에른스트 피스툴라를 제치고 금메달을 땄다.

## 경력
아벤다뇨는 1923년에 15세의 나이로 권투를 시작했다. 그는 1928년 암스테르담 올림픽때 라이트헤비급에서 우승했다.